# Balbisia calycina
Balbisia calycina, conocido como té andino o té de burro, es un género de plantas con flores  descrita por primera vez por Gris. Balbisia calycina pertenece al género Balbisia, y a la familia Vivianiaceae.Se encuentra distribuido por Argentina, especialmente documentada a una altitud of 2000 a 3000 metros (6561,7 a 9842,5 pies) sobre el nivel del mar en la Provincia de Catamarca, La Rioja, San Juan y San Luis.

## Usos
Las infusiones de las partes aéreas de B. calycina se han aplicado tópicamente para tratar heridas y llagas, o se han ingerido para aliviar trastornos gastrointestinales. Extractos de la planta han tenido actividad contra Staphylococcus aureus y Mucor sp.

## Fitoquímica
B. calycina contiene escopoletina, ácidos cafeico y ferúlico y los compuestos flavónicos: apigenina, luteolina, quercetina, isoquercitrina, hiperósido y quercitrina. Algunos de estos extractos tienen propiedades antiinflamatorias, así como antinociceptivas.

## Descripción
Las drusas son cristalinas y abundantes especialmente en el parénquima esponjoso hacia la superficie adaxial. Las venas tienen una vaina esclerenquimatosa distintiva. Por encima de las venas hacia las superficies adaxial y abaxial se encuentra un tejido colenquimatoso pronunciado.

## Taxonomía
La especie fue descrita científicamente por primera vez por August Heinrich Rudolf Grisebach en 1874 con el nombre de Viviania calycina. En 1973 Armando Theodoro Hunziker y Luis Ariza Espinar la transfirieron al género Balbisia.